# 602년

## 연호
- 수(隋) 인수(仁壽) 2년
- 신라(新羅) 건복(建福) 19년

## 기년
- 수(隋) 문제(文帝) 22년
- 신라(新羅) 진평왕(眞平王) 24년
- 고구려(高句麗) 영양왕(嬰陽王) 13년
- 백제(百濟) 무왕(武王) 3년

## 탄생
- 서유기의 삼장 현장.